# A면과 B면
A면과 B면(A-side and B-side)는 원래 SP, EP, LP 등의 축음기 음반에서 앞뒷면에 수록된 것을 각각 가리키던 말이다. B면은 플립사이드(flip-side)라고도 한다.
음악 레코딩은 레코드에서 "사이드"가 없는 CD, 디지털 다운로드 등의 다른 포맷으로 옮겨가고 있으나 이 용어는 내용의 유형을 기술하기 위해 현재까지도 사용되며 B면은 "보너스" 트랙의 의미로 사용되기도 하며 실물 형태로 발행되는 싱글 음반에서는 리드 싱글이 아닌 곡을 지칭하기도 한다.

## 같이 보기
- B급 영화